# Martin Stiebel
Martin Stiebel (* 2. Februar 1899 in Kitzingen; † 9. April 1934 im KZ Dachau) war ein deutscher Kommunist.

## Leben und Wirken
Stiebel entstammte einer jüdisch-orthodoxen Familie aus Kitzingen. Seine Mutter Miriam Goldtschmidt war eine Enkelin des Oberhauptes der süddeutschen Orthodoxie Mendel Rosenbaum. Als junger Mann nahm Stiebel am Ersten Weltkrieg teil. In den 1920er Jahren wurde Stiebel Funktionär für die KPD in Nürnberg. Seinen Lebensunterhalt verdiente er als Buchhalter.
Im Frühjahr 1933 wurde er von der Bayerischen Politischen Polizei verhaftet und am 13. April 1933 im Zuge des zweiten Häftlingstransportes aus Nürnberg in das neu errichtete KZ Dachau gebracht. Im Lager war Stiebel aufgrund seiner jüdischen Herkunft besonderen Schikanen und Misshandlungen ausgesetzt. So wurde er wiederholt geprügelt und einmal von dem Kompanieführer Johann Kantschuster gezwungen, sich auf den Rücken zu legen und eine Kröte in den Rachen zu nehmen.
Am 17. Oktober 1933 wurde Stiebel aufgrund des Verdachtes, sich an dem Versuch der Häftlinge Wilhelm Franz und Joseph Altmann beteiligt zu haben, Aufzeichnungen über die von der SS in Dachau begangenen Gräuel – eingenäht in eine Mütze – aus dem Lager herauszuschmuggeln und weitere Aufzeichnungen in einer nicht auffindbaren Konservenbüchse versteckt vergraben zu haben, in den sogenannten Bunker des Lagers gebracht und dort zusammen mit den übrigen „Delinquenten“ in Isolationshaft gehalten. Ebenso erging es den im Krankenrevier tätigen Häftlinge Delvin Katz und dem Häftling Albert Rosenfelder, die das Unternehmen mit Informationen unterstützt haben sollen.
Nachdem Katz, Altmann und Franz bereits im Oktober in ihren Zellen im Bunker erhängt aufgefunden worden waren, wurde auch Stiebel am 2. oder 9. April 1934 in seiner Zelle erhängt aufgefunden. Die Lagerleitung deklarierte seinen Tod als Suizid. Die Obduktion der Leiche ergab dagegen, „daß der festgestellte Erstickungstod durch Einwirkung Dritter hervorgerufen wurde“, d. h. Stiebel ermordet worden war.